# Río Santa Cruz (Arizona)
El río Santa Cruz (en inglés: Santa Cruz River) es un río del sur de Arizona en los Estados Unidos de América y del norte de Sonora en México.
El río es teóricamente un afluente del río Gila, a su vez un afluente del río Colorado. Sin embargo, debido al intenso bombeo de agua, tanto para la agricultura como para el consumo humano, el río permanece seco completamente durante varios años antes de llegar al río Gila. En Tucsón, el río solo está presente en caso de fuertes lluvias que son muy raras en esa región semidesértica.
El Santa Cruz tiene su cabecera en las praderas intermontanas del Valle de San Rafael al sureste de la patagonia de Arizona entre las lomas de Canelo al este y la sierra de Patagonia al oeste al norte de la frontera estadounidense con México. El cauce del río discurre hacia el sur hacia México para pasar a Santa Cruz en Sonora y luego girar hacia el oeste al sur de la Sierra de San Antonio cerca de Miguel Hidalgo (San Lázaro). Desde aquí se dirige hacia el norte en dirección noreste para reingresar a los EE. UU. al este de Nogales  y al suroeste de Kino Springs. Entonces continúa en dirección norte de la frontera internacional para atravesar el parque nacional Histórico de Tumacácori, Tubac, Green Valley, Sahuarita, San Xavier del Bac y Tucsón hacia las Llanuras de Santa Cruz justo al sur de Casa Grande y el río Gila.
Entre Nogales y Tucsón el valle del río está rodeado por la sierra de Patagonia y la sierra de la Santa Rita, al este, y por la de Tumacácori y las montañas Sierrita, por el oeste. El río Santa Cruz por lo general es un cauce seco la mayor parte del años, a menos que las lluvias sean significativas.

## Galería

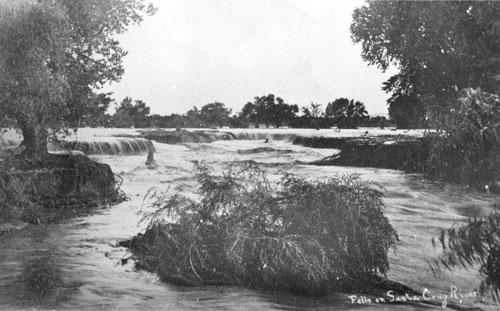
Pequeñas cascadas del río en el centro de Tucsón en 1889.
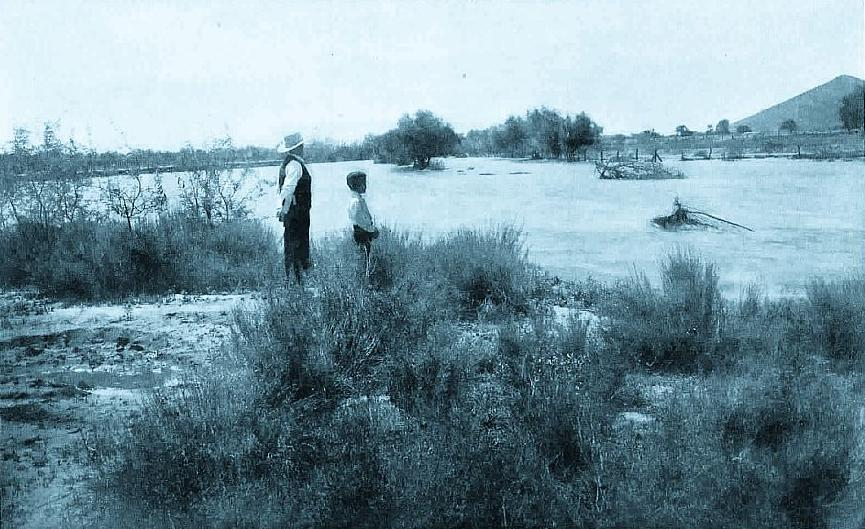
El río durante una inundación, ca. 1903.
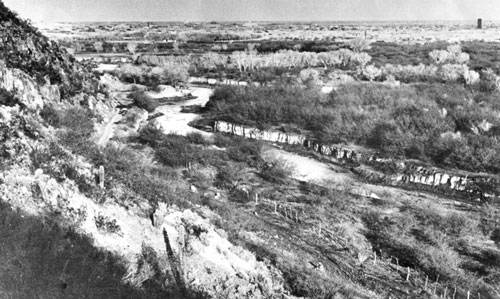
Vista del río desde la montaña "A" en 1904. Nótese el bosque galería de ribera, ahora extinto.
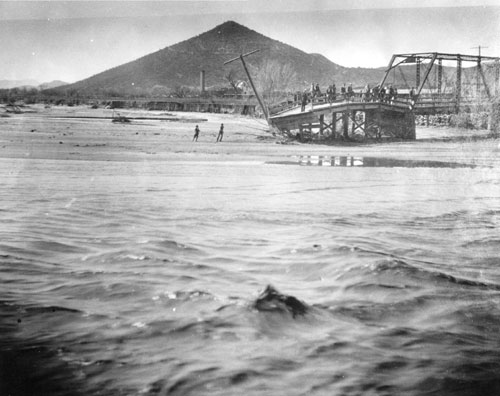
Un puente destruido sobre el Santa Cruz durante la inundación de 1915. La montaña "A" al fondo.
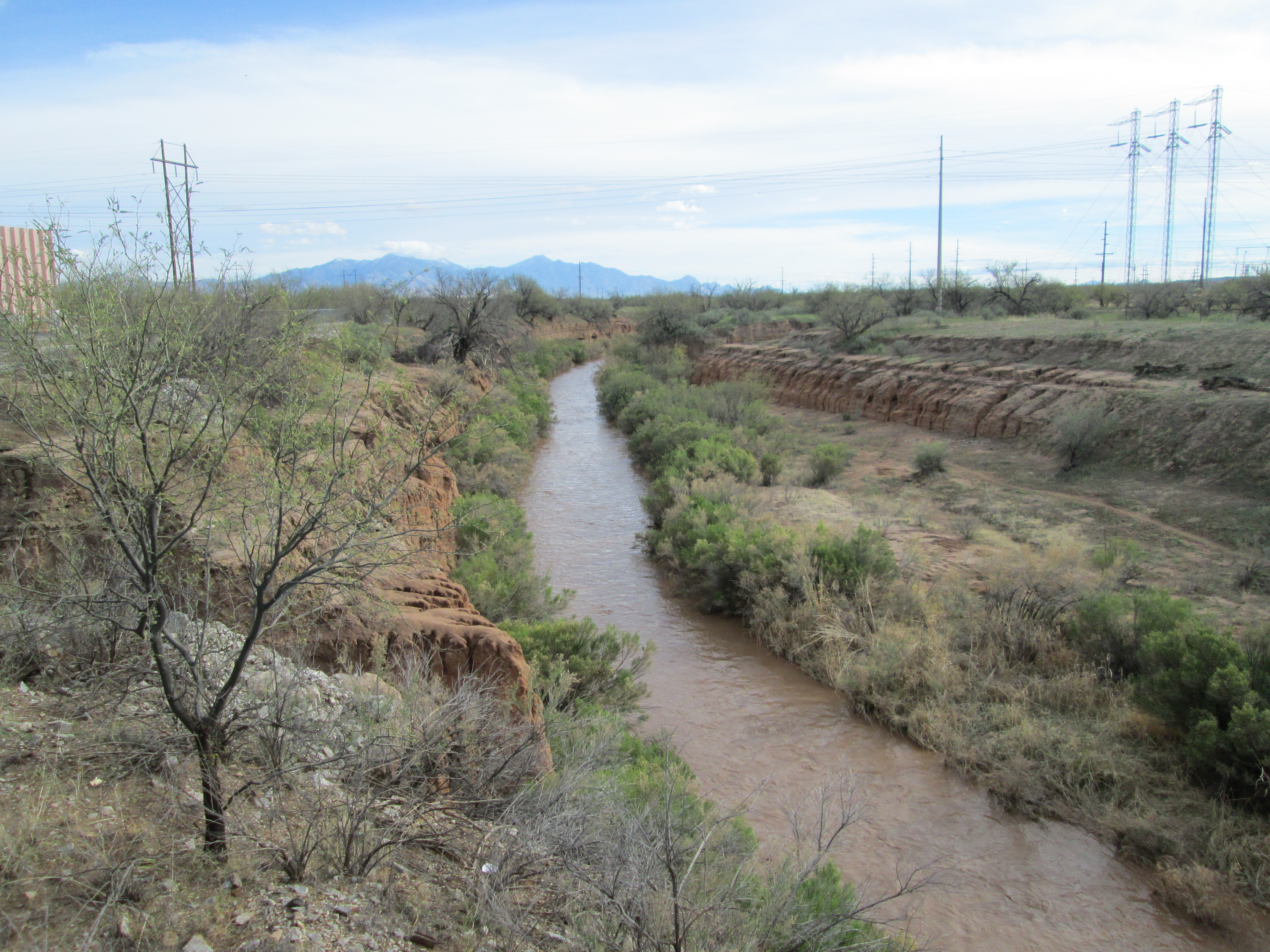
Una sección normalmente seca del Santa Cruz al sur de Tucsón, mirando al sur, las montañas Santa Rita están al fondo.